# 棕鳞耳蕨
棕鳞耳蕨（学名：Polystichum polyblepharum）为鳞毛蕨科耳蕨属下的一个种。

## 扩展阅读
- 維基物種上的相關：棕鳞耳蕨